# La Chapelle-Bayvel
La Chapelle-Bayvel je francouzská obec v departementu Eure v regionu Normandie. V roce 2010 zde žilo 329 obyvatel.

## Vývoj počtu obyvatel
Počet obyvatel 